# Pavel Ruminov
Pavel Ruminov (25 de novembro de 1974) é um diretor de cinema russo. Ele trabalha como diretor de cinema, roteirista, editor e compositor.